# Marathéa (ort i Grekland)
Marathéa är en ort i Grekland.   Den ligger i prefekturen Nomós Kardhítsas och regionen Thessalien, i den centrala delen av landet, 230 km nordväst om huvudstaden Aten. Marathéa ligger 101 meter över havet och antalet invånare är 763.
Terrängen runt Marathéa är huvudsakligen platt, men åt nordväst är den kuperad. Runt Marathéa är det ganska tätbefolkat, med 52 invånare per kvadratkilometer. Närmaste större samhälle är Trikala, 19,5 km väster om Marathéa. Trakten runt Marathéa består till största delen av jordbruksmark.